# Calmodulina

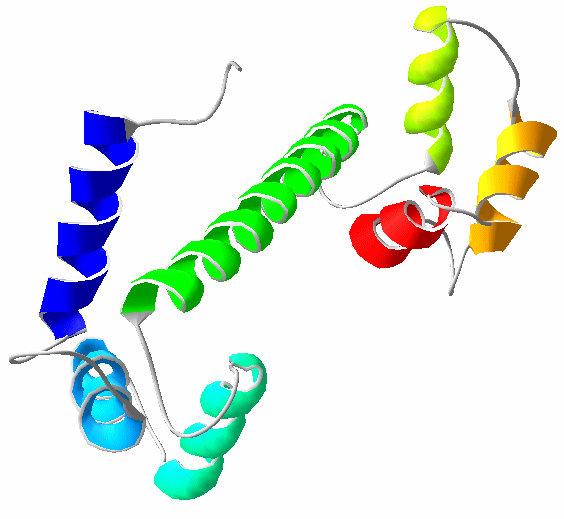
Estructura tridimensional de la calmodulina.

La calmodulina (CaM) es una proteína acídica intracelular, de bajo peso molecular y termoestable que se localiza principalmente en el cerebro y el corazón, y que se expresa en todas las células eucariotas, siendo uno de los reguladores en la transducción de la señal de calcio en la célula. Actúa como receptor de Ca2+, gracias a que presenta cuatro sitios de unión al ion Ca con una alta afinidad, pero siempre de forma reversible. Ésta se asocia a multitud de proteínas diferentes, y en su estado de unión al ion Ca2+ modula sus actividades; por ejemplo, se encarga de regular una gran variedad de enzimas.
La calmodulina realiza un papel muy importante en el metabolismo energético, pues -ligada a la fosforilasa quinasa- activa la glucogenólisis. Por otra parte, es importante destacar que presenta una estructura similar a la troponina C (70% de similitud) lo cual le permite la sincronización de la contracción muscular.

## Función
La CaM media procesos inflamatorios, metabólicos, la apoptosis, la contracción de músculo liso (vasoconstricción de las arterias), el movimiento intracelular, la memoria a corto y a largo plazo, el crecimiento de células nerviosas y las respuestas inmunes. Está expresada en multitud de tipos de células, presentando ubicaciones distintas entre las que se incluye el citoplasma, en el interior de los orgánulos o en las membranas que los recubren. Muchas de estas proteínas son incapaces de unirse con el calcio por sí mismas por lo que llevan incorporadas un sensor de calcio y un transductor de señal. Para unirse al calcio sufren un cambio conformacional, lo que permite conseguir una serie de proteínas específicas. Estas modificaciones son post transduccionales como la fosforilación, acetilación, y la metilación.
Asimismo, para ejercer su función reguladora la CaM interactúa con un amplio rango de enzimas y componentes del citoesqueleto disparando respuestas bioquímicas altamente específicas que se ejercen a través de las proteínas a las cuales une y que se conocen con el nombre de proteínas de unión a la calmodulina (PUCaMs).
Otra de las funciones recientemente descubiertas es la relacionada con la motilidad espermática. Se ha localizado esta proteína en la cabeza de los espermatozoides lo cual sugiere su participación en la capacitación y reacción acrosómica. Está descrito que la fosforilación de proteínas es un proceso implicado en la regulación de la motilidad espermática y diferentes fosfoproteínas han sido asociadas con el inicio y mantenimiento de la misma. Los complejos CaM son capaces de regular el estado de fosforilación a través de la activación de la proteína fosfatasa del tipo 2ª (calcineurina) dependiente de ella.

## Estructura
La calmodulina es una proteína pequeña, compuesta aproximadamente por 148 aminoácidos y con un peso de alrededor de 16706 Daltons. Está formada por una única cadena polipeptídica y presenta un dominio globular N-terminal y un dominio globular C-terminal unidos entre sí por una hélice alfa. Cada uno de estos dominios presenta dos lugares de unión al calcio y están formados por una conformación de 12 residuos, rodeados por dos hélices que pueden adoptar una amplia distribución de la apertura de los ángulos.
La proteína presenta dos dominios aproximadamente simétricos, separados por una región en forma "de gozne" de carácter muy flexible. El calcio participa en un sistema intracelular de señalización actuando como un segundo mensajero para los estímulos iniciales.

## Mecanismo
Cuando la concentración de ion Ca2+ aumenta a 1 µM, la unión de ion Ca2+ a la calmodulina provoca un cambio de conformación. La unión de los cuatro iones de calcio inducirá distintos cambios alostéricos en la proteína, siendo la rotación de los dos dominios globulares el más notable. Como consecuencia de esta cambio conformacional después de la unión del calcio quedan expuestos grupos de metilo hidrófobos procedentes de residuos de metionina. Esto implicará que existan ciertas superficies hidrófobas que puedan unirse a hélices alfa anfifilicas sobre la proteína diana ya que estas contienen regiones hidrófobas complementarias. Asimismo, este cambio de conformación permite que la calmodulina se pueda unir a proteínas y de esta manera controlar su actividad.
A través de la interacción con una amplia gama de objetivos biológicos, multitud de procesos regulados por el calcio son regulados de forma eficiente. Uno de los más importantes es la asociación de la calmodulina con el M13 (péptido localizado en el músculo esquelético ligero), puesto que es un prototipo de péptidos que tienen evolutivamente optimizado la afinidad por la calmodulina. Al unirse a la calmodulina la estructura del péptido se reconoce dentro de una multiplicidad de conformación ligeramente helicoidales, con una red de estabilización de 5.5 Kcal/ mol, medido utilizando el mecanismo de intercambio de hidrógeno.
A bajas concentraciones de calcio, calmodulina no se une al M13 y el “Camaleón” no está en condiciones de experimentar una transferencia resonante de energía de fluorescencia (FRET) entre las dos proteínas de fusión.
Al aumentar la concentración de calcio, la calmodulina une calcio y atrae al péptido M13 resultando una configuración más favorable para que ocurra FRET. 

## Fármacos
Existen fármacos que actúan como inhibidores de la calmodulina y de este modo pueden ser usados como analgésicos. Para la obtención de analgesia mediante fármacos necesitamos moléculas que frenen la transmisión del mensaje nervioso del dolor en todos los puntos que atraviesa la señal nocioceptiva. Existen varios grupos farmacológicos que son utilizados con dicho fin, si bien los más potentes son los opiáceos y anestésicos locales.
Es importante destacar que su uso no es generalizable por los efectos colaterales que pueden llegar a producir estos fármacos. Recientemente se ha descubierto que aquellos fármacos capaces de bloquear la entrada de calcio de las neuronas espinales son los más efectivos. Para conseguir esto, inhiben la actividad de la proteína intracelular más importante de unión al calcio, calmodulina, provocando que la capacidad de unirse con los 4 iones de calcio de la proteína quede inservible.